# Chiến tranh Nga – Thổ Nhĩ Kỳ (1787–1792)
Chiến tranh Nga-Thổ Nhĩ Kỳ 1787–1792 liên quan đến một nỗ lực không thành công của Đế quốc Ottoman nhằm lấy lại các vùng đất đã mất vào tay Đế quốc Nga trong quá trình Chiến tranh Nga-Thổ Nhĩ Kỳ (1768–1774) trước đó. Cuộc chiến này diễn ra đồng thời với Chiến tranh Áo-Thổ Nhĩ Kỳ (1788–1791), Chiến tranh Nga-Thụy Điển (1788–1790) và Chiến tranh Nhà hát.
Trong cuộc chiến này, vào ngày 25 tháng 9 năm 1789, một phân đội của Lục quân Đế quốc Nga dưới quyền chỉ huy của Alexander Suvorov và Ivan Gudovich, đã chiếm Khadjibey và Yeni  Dünya cho Đế quốc Nga. Năm 1794, Odesa được thành lập theo sắc lệnh của Nữ hoàng Nga Yekaterina Đại đế.
Nga chính thức giành quyền sở hữu sanjak Özi (tỉnh Ochakiv) vào năm 1792 và khu vực trở thành một phần của Phó vương quốc Yekaterinoslav. Đế quốc Nga nắm toàn quyền kiểm soát Krym, cũng như vùng đất giữa sông Nam Bug và sông Dniester.

## Bối cảnh
Vào tháng 5 và tháng 6 năm 1787, Yekaterina II của Nga thực hiện một lễ rước khải hoàn qua Novorossiya và Krym mới sáp nhập cùng với đồng minh của bà là Joseph II của Thánh chế La Mã. Những sự kiện này, tin đồn về Kế hoạch Hy Lạp của Yekaterina, và xích mích do khiếu nại lẫn nhau về việc vi phạm Hiệp định Küçük Kaynarca kết thúc cuộc chiến trước đó, đã khuấy động dư luận ở Constantinople, trong khi các đại sứ Anh và Pháp hỗ trợ vô điều kiện cho phái chiến tranh của Ottoman.

## Chiến tranh

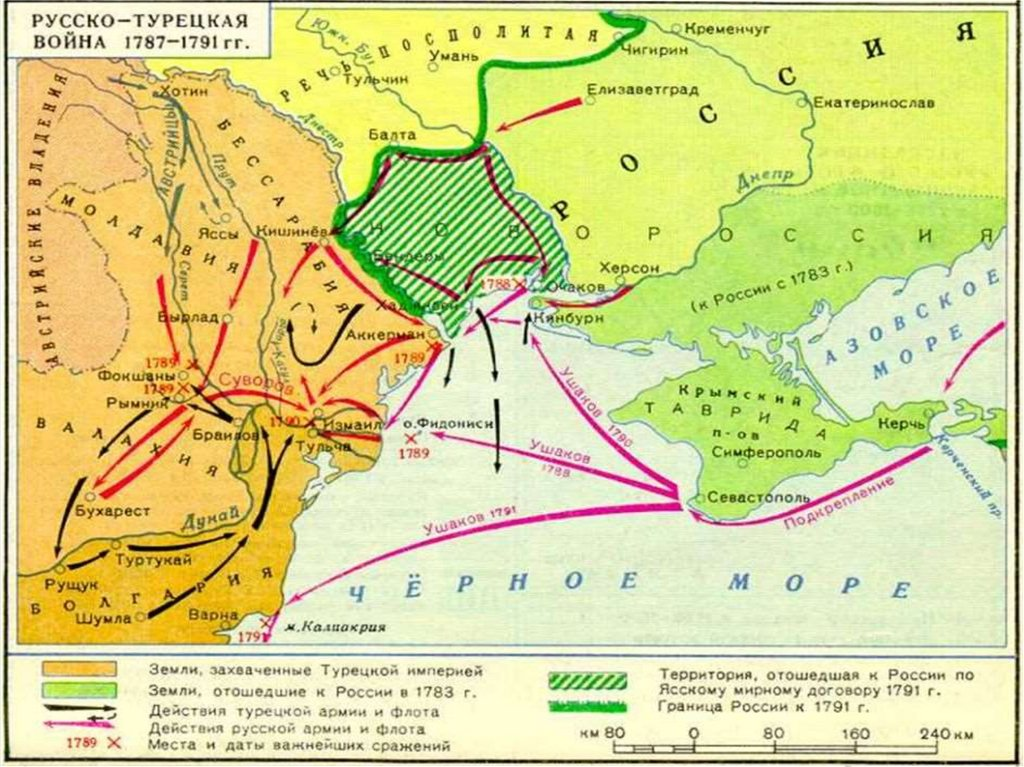
Quá trình chiến tranh (bằng tiếng Nga).

Năm 1787, Ottoman yêu cầu người Nga di tản khỏi Krym và từ bỏ khu vực nắm giữ của họ gần Biển Đen, điều này được Nga nhìn nhận là casus belli (kiếm cớ chiến tranh). Nga tuyên chiến vào ngày 19 tháng 8 năm 1787, và người Ottoman tống giam đại sứ Nga Yakov Bulgakov. Sự chuẩn bị của Ottoman là không đầy đủ và thời điểm được lựa chọn là sai lầm, vì Nga và Áo đang trong liên minh. Người Ottoman tập hợp lực lượng trên khắp lãnh thổ của họ, và Süleyman Bey từ Anatolia tự mình ra mặt trận với 4.000 binh sĩ.
Đế quốc Ottoman mở đầu chiến dịch bằng một cuộc tấn công vào hai pháo đài gần Kinburn ở miền nam Ukraina. Tướng quân Nga Alexander Suvorov ngăn chặn hai cuộc tấn công trên biển này của Ottoman vào tháng 9 và tháng 10 năm 1787, nhờ đó bảo vệ được Krym. Tại Moldavia, quân đội Nga chiếm được các thành phố Chocim và Jassy của Ottoman. Ochakov nằm tại cửa sông Dnepr thất thủ vào ngày 6 tháng 12 năm 1788, sau cuộc vây hãm kéo dài sáu tháng của Thân vương Grigory Potemkin và Suvorov. Tất cả thường dân trong các thành phố bị chiếm lĩnh đều bị tàn sát theo lệnh của Potemkin.
Mặc dù phải chịu một loạt thất bại trước người Nga, Đế quốc Ottoman đạt được một số thành công trước quân Áo do Hoàng đế Joseph II lãnh đạo, tại Serbia và Transylvania.
Đến năm 1789, Đế quốc Ottoman bị quân Nga và Áo đẩy lùi tại Moldavia. Tệ hơn nữa, vào ngày 1 tháng 8, quân Nga dưới quyền chỉ huy của Suvorov giành được chiến thắng trước quân Ottoman do Osman Pasha lãnh đạo tại Focsani,, tiếp theo là chiến thắng của Nga tại Rymnik (hoặc Rimnik) vào ngày 22 tháng 9, và đánh đuổi quân Ottoman ra xa khỏi khu vực gần sông Râmnicul Sărat. Suvorov được phong tước hiệu Bá tước Rymniksky sau trận chiến. Người Ottoman chịu nhiều tổn thất hơn nữa khi quân Áo dưới quyền chỉ huy của Tướng quân Ernst Gideon von Laudon đẩy lùi cuộc xâm lược của người Ottoman vào Croatia, trong khi quân Áo phản công chiếm Beograd.
Một cuộc nổi dậy của người Hy Lạp càng làm cạn kiệt nỗ lực chiến tranh của Ottoman, dẫn đến một thỏa thuận ngừng bắn giữa Đế quốc Ottoman và Áo. Trong khi đó, quân Nga tiếp tục tiến quân khi Suvorov chiếm giữ pháo đài Ottoman được cho là "bất khả xâm phạm" mang tên Izmail trên lối vào sông Danube, vào tháng 12 năm 1790. Một thất bại cuối cùng của Ottoman tại Machin (9 tháng 7 năm 1791), cùng với những lo ngại của Nga về việc Phổ tham chiến, đã dẫn đến một hiệp định đình chiến được nhất trí vào ngày 31 tháng 7 năm 1791. Sau khi chiếm được pháo đài Izmail, Suvorov hành quân đến Constantinople (ngày nay là Istanbul), nơi người Nga hy vọng họ có thể thành lập một đế chế Cơ đốc giáo. Tuy nhiên, như Giáo sư Timothy C. Dowling đã nói, những cuộc tàn sát được thực hiện trong giai đoạn sau đó đã phần nào làm ô uế danh tiếng của Suvorov trong mắt nhiều người, và có những cáo buộc vào thời điểm đó rằng ông từng say rượu trong Cuộc vây hãm Ochakov. Những tin đồn dai dẳng về hành động của ông được lan truyền và lưu hành, và vào năm 1791, ông được chuyển đến Phần Lan.

## Hậu quả
Sau đó, Hiệp định Jassy được ký kết vào ngày 9 tháng 1 năm 1792, công nhận việc Nga sáp nhập Hãn quốc Krym vào năm 1783. Yedisan (Odessa và Ochakov) cũng được nhượng lại cho Nga, và sông Dniester trở thành biên giới của Nga tại châu Âu, trong khi biên giới châu Á của Nga—sông Kuban—không thay đổi. Mục tiêu chiến tranh của Ottoman nhằm giành lại Krym đã thất bại, và nếu không nhờ Cách mạng Pháp thì tình hình của Đế quốc Ottoman có thể tồi tệ hơn nhiều.